# Grove (New York)
Pour les articles homonymes, voir Grove.
Grove est une ville du comté d'Allegany, dans l'État de New York, aux États-Unis,. En 2020, elle comptait une population de 497 habitants, estimée au 1er juillet 2021 à 496 habitants. La ville est incorporée en 1827.

## Démographie
Lors du recensement de 2020, la ville comptait une population de 497 habitants. Elle est estimée, en 2021, à 496 habitants.